# 楠本高子
楠本 高子（くすもと たかこ、嘉永5年2月7日（1852年2月26日） - 昭和13年（1938年）7月18日）は、日本の女性。現在の長崎県長崎市出身。
フィリップ・フランツ・フォン・シーボルトの孫娘で、楠本イネの娘。結婚後の改姓により三瀬高子（みせ たかこ）、山脇高子（やまわき たかこ）、山脇たかとも呼ばれる。

## 概要
楠本イネと石井宗謙の間に生まれたが、私生児であったため、天がただで授けた者との事から「タダ子」と母親イネから命名された。
幼少期の初恋は檜野家の丹治太という名の藩士である。
1864年、13歳の時まで長崎の祖母・お滝の元で育つ。幼少時は琴や三味線、舞など芸事に熱心であり、医者を嗣ぐことを期待していたイネを嘆かせていたという。
1865年、母の師・二宮敬作の縁により宇和島藩の奥女中として奉公を始める。
そして翌1866年（慶応2年）、三瀬諸淵（三瀬周三）と結婚する。三瀬はシーボルト門下の医者で、二宮敬作の甥に当たった。
1877年（明治10年）に夫・三瀬諸淵に先立たれた後、異母兄・石井信義の元で産婦人科を学んだ。
修行中に医師・片桐重明との間に男児（亡き夫三瀬周三にちなんで、周三と命名。後にイネの養子となり、楠本家を継ぐ）を設けたため、医業の道は断念したとされるが真偽の程はわからない。その後かねてより高子に求婚していた医師・山脇泰助と再婚し、一男二女を授かるが、結婚7年目に山脇は病死。
その後は叔父のハインリヒ・フォン・シーボルトの世話を受け、東京で母のイネと共に暮らした。以後は幼少時に熱心だった芸事の教授をして生計を立てていた。

## 親族
高子には2男2女がいる。最初の夫・三瀬諸淵との間に子はいなかった。
第一子の長男・楠本周三は、東京慈恵医院医学専門学校にて学び、医師となる。
楠本家は周三のひ孫である貞夫(歯科医師)が継承している。
再婚した山脇泰輔との間に、第二子にあたる次男・初（はじめ）（明治14年7月1日午後1時10分、生後8か月で夭折）、長女・滝（既婚、40歳頃死去）、次女・タネ（種、米山家に嫁ぐ、105歳にて永眠)がいる。
タネの孫にサンチェス聖子、楠本周三の息子に楠本周篤、楠本周篤の妹の孫に堀内和一朗（医師、ファウストボール選手、メンサ会員）がいる。

## 伝記小説
- 宇神幸男『幕末の女医楠本イネ　シーボルトの娘と家族の肖像』現代書館、2018年
- 吉村昭『ふぉん・しいほるとの娘』新潮文庫（上下）、改版2009年。祖母・母3代の物語

## 楠本高子を演じた人物
- 竹井みどり - 『花神』 （NHK大河ドラマ、1977年）

## その他
- 『銀河鉄道999』のメーテルや『宇宙戦艦ヤマト』のスターシャを描いた松本零士は、楠本高子の肖像写真を見て「この女性こそ、自分がずっと思い描いていた女性だ！」と衝撃を受けた。
- 日本での子孫は楠本家・堀内家（第一子楠本周三の系統）、米山家（第四子米山種の系統）など。
- 資料については叔父ハインリヒ・フォン・シーボルトの子孫でシーボルト研究家の関口忠志を中心に設立された日本シーボルト協会、子孫及び研究者より資料を委託されたシーボルト記念館、稲の恩師で鳴滝塾生である二宮敬作の出身地愛媛県西予市の資料館が研究を進めている。
- 評論家の羽仁説子は、晩年の高子に会って話を聞いている。当時、高子は次女の米山種のもとに同居していた、その都内の住まいを羽仁は訪ねている。その折の話をもとに、羽仁は「シーボルトの娘たち」を上梓した。平成に入ってから再刊された（新日本出版社）。